# Pablo Alberto Bengolea
Pablo Alberto Bengolea (* 18. Mai 1986 in Buenos Aires) ist ein argentinischer Volleyballspieler.

## Karriere
Bengolea begann seine Volleyball-Karriere im Jahr 2000 in der Nachwuchsmannschaft von Alsina Los Toldos. Von 2003 bis 2005 spielte er in Buenos Aires bei CA San Lorenzo de Almagro. Nach einer Saison bei CA Vélez Sársfield zog er weiter zu Belgrano de Cordoba. Dort wurde er 2007 auch erstmals in die argentinische Nationalmannschaft berufen. Ein Jahr später ging er ins Ausland zum spanischen Verein Tarragona SPSP. In den nächsten beiden Spielzeiten war er in Frankreich für Narbonne Volley und AS Cannes. Mit Cannes spielte er in der Champions League. 2011 wechselte er als erster Südamerikaner zum deutschen Bundesligisten Berlin Recycling Volleys, trennte sich aber Ende des Jahres wieder von den Berlinern.